# Agde

Agde este un oraș în sudul Franței, în departamentul Hérault, în regiunea Languedoc-Roussillon.